# Paracalicha prasinaria
Paracalicha prasinaria là một loài bướm đêm trong họ Geometridae.